# Manoubi Haddad
Manoubi Haddad, né le 23 août 1996 à Clamart, est un footballeur franco-tunisien évoluant au poste de milieu de terrain au Paris 13 Atletico.

## Biographie
Il remporte la coupe de Tunisie en 2017 avec le Club africain, en entrant sur le terrain à la 67e minute de jeu lors de la finale.

## Palmarès
- Coupe de Tunisie (2) : 2017, 2018